# Carl Friedrich von Weizsäcker
Carl Friedrich von Weizsäcker (født 28. juni 1912, død 28. april 2007) var en tysk fysiker og filosof. Han var den sidste fra den gruppe af videnskabsfolk, der under 2. verdenskrig arbejdede med at fremstille atomvåben til Nazityskland.
Carl Friedrich von Weizsäcker var søn af diplomaten Ernst von Weizsäcker og ældre bror til Richard von Weizsäcker, der var tysk præsident i perioden 1984-1994.
Arbejdet med fremstilling af atomvåben blev igangsat allerede i efteråret 1939, hvor von Weizsäcker som han som Werner Heisenbergs medarbejder var med til det indledende møde. Hans indsats i projektet skete blandt andet med en rapport om mulighederne for at producere energi af beriget uran samt plutonium. I 1944 fik amerikanske styrker erobret det område, hvor hans laboratorium lå, og de vestlige allierede kunne udlede, at tyskerne ikke var specielt tæt på at udvikle atomvåben. Det er i eftertidens undersøgelser aldrig blevet helt klart, om den manglende succes måske skyldtes en forhaling fra forskernes side for at undgå at støtte det nazistiske styre, eller om de af hjertet ønskede at udvikle disse våben. Kilder med forskernes udtalelser fra engelsk fangenskab peger i retning af, at de enedes om en version af deres historie, der indebar forhalinger, men at de var en efterrationalisering. Von Weizsäcker skulle i den forbindelse være en af hovedmændene bag denne beslutning.
Efter en periode i fangenskab fik von Weizsäcker i 1946 lov til at vende tilbage til Tyskland, hvor han blev leder af afdelingen for teoretisk fysik ved universitetet i Göttingen. I en periode var han professor i filosofi ved universitetet i Hamburg. Hans arbejde i efterkrigstiden kom mere og mere til at handle om de sociale og politiske konsekvenser af den teknologiske udvikling, hvor han blandt andet forskede i konsekvenserne af atomkrig, konflikten mellem den rige og den fattige del af verden samt faren for nedbrydning af miljøet. Han blev pacifist ud fra sine erfaringer under krigen og var med til offentligt at protestere mod planerne i slutningen af 1950'erne om, at den tyske hær skulle have atomvåben. I en moden alder blev hans arbejde præget af en religiøs interesse baseret på kristendom, men også med interesse for østlig visdom. Inden for fysikken arbejdede han med kvantefysik, hvor han bekendte sig til Københavnerfortolkningen, der var fremført af blandt andet Niels Bohr.